# Campodorus atripes
Campodorus atripes är en stekelart som beskrevs av Dmitriy R. Kasparyan 2006. Campodorus atripes ingår i släktet Campodorus och familjen brokparasitsteklar. Inga underarter finns listade.